# Storsjön (Svärdsjö socken, Dalarna)
Storsjön är en sjö i Falu kommun i Dalarna och ingår i Gavleåns huvudavrinningsområde. Sjön är 12 meter djup, har en yta på 4,96 kvadratkilometer och befinner sig 296 meter över havet.

## Delavrinningsområde
Storsjön ingår i det delavrinningsområde (674619-152501) som SMHI kallar för Utloppet av Storsjön. Medelhöjden är 303 meter över havet och ytan är 14,15 kvadratkilometer. Räknas de 9 avrinningsområdena uppströms in blir den ackumulerade arean 56,34 kvadratkilometer. Lillån som avvattnar avrinningsområdet har biflödesordning 2, vilket innebär att vattnet flödar genom totalt 2 vattendrag innan det når havet efter 100 kilometer. Avrinningsområdet består mestadels av skog (57 procent). Avrinningsområdet har 4,96 kvadratkilometer vattenytor vilket ger det en sjöprocent på 35 procent.